# 硃毛水东哥
硃毛水东哥（学名：Saurauia miniata），为猕猴桃科水东哥属下的一个植物种。